# Fire Emblem: Shadow Dragon & the Blade of Light
Fire Emblem: Shadow Dragon & the Blade of Light (ファイアーエムブレム　暗黒竜と光の剣, Faiā Emuburemu: Ankoku Ryū to Hikari no Tsurugi) est le premier jeu de la série Fire Emblem. C'est un tactical RPG sorti exclusivement au Japon en 1990 sur Famicom. Le jeu a été développé par l'unité Nintendo R&D 1 et Intelligent Systems et édité par Nintendo.
Un remake légèrement raccourci apparaît dans Fire Emblem: Mystery of the Emblem, sorti en 1994 sur Super Famicom, en plus d'une suite à l'histoire du jeu. Un remake intégral connu sous le nom de Fire Emblem: Shadow Dragon est également sorti sur Nintendo DS en 2008.
Empruntant des éléments de gameplay aux jeux vidéo de rôle, tels que Dragon Quest ou Final Fantasy, et aux jeux de tactique comme sa série sœur Nintendo Wars, Fire Emblem: Shadow Dragon & the Blade of Light est l'un des premiers jeux à inaugurer le genre du tactical RPG, et a fortiori l'un des premiers jeux de tactique sur console de salon, genre traditionnellement associé au support PC. Les jeux suivants offriront de nombreux changements et améliorations dans le gameplay.
Le protagoniste principal du jeu, Marth, est devenu quant à lui célèbre au delà même de la série grâce de ses apparitions dans la série Super Smash Bros. à partir de son épisode Melee en 2001, qui fut pour nombre de joueurs occidentaux leur première interaction avec une franchise alors encore exclusive au pays du soleil levant.

## Système de jeu
Fire Emblem: Shadow Dragon & the Blade of Light est un tactical RPG au tour par tour. Au cours de 25 chapitres représentant chacun une bataille où s'opposent l'armée du joueur et celle de l'ennemi, les deux groupes de combattants agissent chacun leur tour. Chaque personnage peut se déplacer, attaquer un adversaire, utiliser un objet, soigner un allié ou interagir avec son environnement sur une carte quadrillée. Sa particularité vient du fait que chaque personnage recruté par le joueur, qualifié d'unité, est unique : il possède un nom, un portrait et des statistiques qui lui sont propres, et si ses points de vie descendent à zéro, il disparaît à tout jamais de la partie. La seule exception à cette règle est le personnage principal Marth, dont la mort cause un game over et force le joueur à recharger sa dernière sauvegarde. La mort permanente (ou permadeath) est la mécanique centrale du jeu, et une bonne partie du game design, comme notamment l'abondance d'unités à recruter, est pensée spécifiquement pour l'accomoder au mieux. La stratégie consiste donc à placer chaque personnage selon ses forces et ses faiblesses dans des positions stratégiques afin d'exploiter au maximum de leur potentiel ses capacités tout en limitant les risques de qu'il se retrouve tué par l'ennemi.
À quelques très rares exceptions, toutes les armes et tous les objets du jeu ont un nombre d'utilisation limités. Sur le champ de bataille, le joueur doit également donc visiter des magasins et gérer ses stocks d'armes et d'objets dans le convoi, afin de veiller à ne jamais manquer de rien par la suite. À cette fin, le joueur peut également visiter des villages ou ouvrir des coffres qui lui permettront d'acquérir l'argent ou les items dont il peut avoir besoin pour progresser. Ces objectifs secondaires sont généralement plus difficiles à atteindre car placés sous un compte à rebours par la présence de brigands ou de voleurs qui s'accaparont ces ressources si le joueur n'agit pas assez vite. Ils existent donc pour forcer le joueur à prendre des risques et à sortir hors de sa zone de confort, et faire en sorte que la stratégie la plus optimale ne consiste pas à se déplacer en tortue, très lentement et en restant groupé.
Chaque chapitre s'ouvre par une séquence de narration qui explique les enjeux de la bataille à venir. Puis, à la fin de chacun d'entre eux, un boss s'oppose au joueur, et, après avoir été vaincu, sa position doit être capturée afin de remporter la bataille. Cette dernière est clôturée par une nouvelle séquence de narration qui détaille le prochain objectif, avant de passer au chapitre suivant.
Si Shadow Dragon & the Blade of Light constitue des fondations solides pour la série Fire Emblem, le jeu est néanmoins techniquement depassé par ses deux remakes sur Super Famicom et sur Nintendo DS. Ce premier épisode souffre en effet lourdement des limitations de son époque qui se ressentent dans l'interface, la lenteur du moteur de jeu, la lourdeur du système de gestion de l'inventaire, et sa narration réduite à sa plus simple expression. L'intérêt du jeu de nos jours est essentiellement historique, pour les joueurs désireux de parfaire leur compréhension de l'évolution du game design de la série, ou pour ceux qui souhaitent l'aborder dans son ordre de parution afin d'apprécier chaque opus successif dans son contexte.

## Intrigue

### Univers
Le jeu prend place sur le continent imaginaire d'Akaneia (rebaptisé Archanea dans les versions nord-américaines) tout comme ses deux remakes, Fire Emblem: Mystery of the Emblem et Fire Emblem: Shadow Dragon. Cet univers relève de l'esthétique médiévale-fantastique, avec ses nobles, ses chevaliers, une absence d'armes à feu ou de technologies modernes remplacées par la magie, mais aussi avec la présence de créatures mythiques comme des wyvernes, des pégases et surtout des dragons, dont l'histoire suggère qu'ils ont autrefois bâti une grande civilisation avant que cette dernière décline au profit du développement de l'humanité.
Ce continent est lui-même divisé entre 9 nations principales, dont l'histoire, la géographie, la culture et la structure politique et sociale sont plus ou moins développés. On y retrouve : 
- Akaneia (Archenea dans la version nord-américaine) : Le plus puissant et prestigieux des royaumes humains, portant le même nom que le continent lui-même. L'Emblème du Feu est le trésor le plus précieux de la famille royale, transmis de génération en génération. Il est conquis par Doluna et la famille royale est exécutée, à l'exception de la princesse Nyna qui parvient à s'échapper avec l'Emblème.
- Altea : Royaume insulaire dont est originaire Marth, fondé par le héros Anti plusieurs générations auparavant. Il est conquis par Doluna avant le début de l'histoire, et il revient à Marth de libérer son pays de l'occupant.
- Aurelis : Royaume essentiellement constitué de plaines. Le frère du roi, le prince Hardin dit "Coyote", recueille la princesse Nyna d'Akaneia après sa fuite. Avec Talys, c'est le seul royaume qui résiste encore à l'invasion de Doluna et de ses alliés au début de l'histoire.
- Doluna (Dolhr dans la version nord-américaine) : Empire draconique, restauré grâce à la résurrection de l'ancien Dragon d'Ombre Medeus autrefois vaincu par Anri. Convaincu qu'humains et dragons ne peuvent coexister en paix, il tente une fois de plus d'assouvir le continent.
- Garr (Gra dans la version nord-américaine) : Royaume insulaire voisin d'Altea. Le roi Jiol brise l'alliance qui le liait à ce pays et se rallie à Doluna. Cet acte de trahison coûte la vie au père de Marth, le roi Cornelius, et précipite l'exil du prince et l'occupation d'Altea.
- Grust : Royaume occidental dont le roi faible s'est rallié à Doluna. Le très respecté général Camus, à la tête des chevaliers d'élite de l'Ordre Noir, est le commandant en chef des forces d'occupation d'Akaneia. Cependant, il tombe amoureux de la princesse Nyna et lui permet de s'échapper, ce qui lui vaut d'être démis de ses fonctions et emprisonné.
- Khadein : Cité du désert, haut lieu de la recherche où se trouve une grande académie de magie. C'est le seul lieu du continent qui ne semble pas inspiré par l'Europe antique ou médiévale mais plus probablement par le Bagdad de l'âge d'or islamique. Le pontife Gharnef, un sorcier corrompu par une sombre magie, a pris le pouvoir sur la ville et a ressuscité Medeus.
- Medon (Macedon dans la version nord-américaine) : Royaume des chevaucheurs wyvernes et des chevaliers pégases. Le jeune et ambitieux roi Michalis a tué son père et s'est accaparé le trône avant de s'allier à Doluna, malgré la désapprobation de ses sœurs Minerva et Maria.
- Talys : Petit royaume insulaire oriental, allié d'Altea qui offre un refuge à Marth et ses hommes lorsqu'ils sont contraints de fuir leur pays. C'est la dernière nation avec Aurelis à ne pas être occupée par Doluna ou ses alliés au début de l'histoire, mais est régulièrement attaquée par des raids pirates. La princesse Shiida se lie à Marth au cours de son séjour sur l'île et l'accompagne dans son périple par la suite.

### Synopsis
L'intrigue de ce premier volet est une histoire d'heroic fantasy assez classique, mais qui permettra d'établir des conventions sur lesquelles la suite de la série pourra bâtir.
Marth, prince d'Altea, est le descendant d'Anri, le guerrier qui a vaincu le Dragon d'Ombre Medeus. Cependant, un siècle après avoir été vaincu, ce dernier est ressuscité, et à la tête de l'empire de Doluna, il conquiert Altea. Marth est contraint de fuir en exil dans le pays allié de Talys, tandis que sa sœur Elice est prise en otage et que son père le roi Cornelius est tué par le sorcier démoniaque Gharnef, responsable de la résurrection de Medeus.
Quelques années plus tard, avec l'aide de chevaliers alteans ainsi que de Shiida, la princesse de Talys, Marth part en quête de Falchion, l'épée sacrée d'Anri subtilisée par Gharnef, et obtient l’Emblème du Feu de la part de la princesse Nyna d'Akaneia, un bouclier à valeur hautement symbolique qui le désigne comme héros du continent tout entier. Au cours de son périple, il libère les nations conquises par Doluna et recrute au fil des batailles de nouveaux combattants. Armé de Falchion, lame pourfendeuse de dragons, il pourra enfin affronter Medeus, reconquérir le royaume d'Altea et sauver sa sœur.

### Personnages
Le jeu comprend 52 personnages jouables, mais seuls 51 peuvent être recrutés au cours d'une seule partie puisque deux d'entre eux sont mutuellement exclusifs.
En raison des limitations techniques de la console, la plupart des personnages sont très sous-développés, n'ayant bien souvent que quelques lignes de dialogue à l'échelle du jeu, voire parfois aucune pour certains. De fait, leur caractérisation vient principalement de leur utilisation dans le gameplay, où les péripéties qu'ils rencontrent au travers des mécaniques de jeu contribuent à forger leur histoire personnelle, et par ce biais l'attachement du joueur. Ce premier épisode a toutefois le mérite d'établir un certain nombre d'archétypes de personnage qui seront réutilisés ou détournés dans les opus suivants.
Parmi les quelques personnages jouables qui sortent du lot, on peut citer entre autres :
- Marth : Le personnage principal. Le prince d'Altea est un jeune homme vertueux et charismatique, qui parvient par ses qualités humaines à rallier un grand nombre de guerriers de toutes nations à sa cause. Désigné pour porter l'Emblème du Feu, il est chargé de la libération du continent.
- Shiida (Caeda dans la version nord-américaine) : La princesse de Talys. Jeune femme gentille et attentionnée, elle est aussi têtue et courageuse et n'hésite pas à se joindre à Marth sur le champ de bataille malgré le danger, chevauchant un pégase. Marth et elle développent des sentiments réciproques au fil de l'aventure.
- Tiki : Fille du dragon divin Naga, c'est une enfant manakete, c'est-à-dire appartenant aux dragons ayant scellé leur forme bestiale dans un joyau nommé dracopierre. Elle est âgée de plus de 1000 ans mais a passé presque tout ce temps dans un sommeil profond. Enlevée et ensorcelée par Gharnef, elle est sauvée par Marth avec qui elle se lie d'amitié.
- Hardin : Le prince d'Aurelis, surnommé "Coyote". Ce cavalier hors-pair est à la tête d'un groupe de chevaliers qui défendent leur pays face à l'envahisseur. Il est amoureux de la princesse Nyna qu'il a recuellie, mais ses sentiments ne sont pas réciproques.
- Minerva : La princesse de Medon, sœur du roi Michalis. Elle chevauche une wyverne et est à la tête du bataillon des Ailes-Blanches. Elle apparaît d'abord en tant qu'ennemie mais se montre réticente à obéir aux ordres de son frère. Marth la convainc de se joindre à lui après avoir libéré sa sœur Maria prise en otage.
- Linde : Jeune mage de Khadein, elle se travestit en homme pour échapper à Gharnef, qui la recherche car elle est la fille de son ancien rival Miloah. Elle est cependant capturée et vendue au marché aux esclaves avant d'être secourue par Marth.
- Merric : Jeune mage originaire d'Altea et ami d'enfance de Marth, il poursuivait ses études à Khadein. Secrètement amoureux d'Elice, la sœur de Marth enlevée après la chute d'Altea, il se joint à l'armée de ce dernier dès qu'il en a l'opportunité.
- Nyna : La princesse d'Akaneia, seule survivante de sa famille. Elle n'est pas un personnage jouable mais accompagne Marth tout au long du jeu, et fait de lui un héros en lui donnant le très symbolique Emblème du Feu. Marquée par les tragédies, elle apparaît distante et réservée. Elle est amoureuse de Camus.

La plupart des antagonistes mineurs du jeu, typiquement les boss de fin de chapitre, ne sont guère plus que des ennemis communs aux statistiques gonflées et largement démunis de dialogue, et sont donc peu mémorables. Les antagonistes importants sont :
- Camus : Général de l'armée de Grust et commandant de l'Ordre Noir, un bataillon de chevaliers d'élite. Droit et intègre, ce paladin est un formidable combattant tiraillé entre sa loyauté envers son pays et ses sentiments. Amoureux de Nyna, il lui a permis de s'échapper alors qu'il était le commandant des forces d'occupation d'Akaneia, et a été démis de ses fonctions et emprisonné. Plus tard, il est libéré et s'oppose à l'armée de Marth qui pénètre sur le territoire de Grust.
- Michalis : Le jeune et ambitieux roi de Medon, il a assassiné son père pour s'emparer du trône et s'allie à Doluna pour étendre l'influence du pays et prouver sa valeur sur le champ de bataille. Pour s'assurer de la loyauté de sa sœur Minerva, il fait prendre en otage leur plus jeune sœur Maria. Il semble toutefois avoir des remords à ce sujet et être préoccupé par le bien-être de ses sœurs.
- Gharnef : Ce sorcier de Khadein était autrefois un élève du sage blanc Gotoh. Pris de jalousie après que ce dernier ait refusé de le désigner comme héritier au profit de Miloah, il sombre dans la magie noire qui le corrompt. Par vengeance, il ressuscite Medeus afin de conquérir le monde et le dominer à ses côtés. Il devient le Pontife Noir et règne sur Khadein.
- Medeus : Le Dragon d'Ombre, empereur de Doluna et boss final du jeu. Jadis un dragon de terre, il a été enragé de voir les manaketes persécutés par les humains, ce qu'il l'a convaincu qu'une coexistence pacifique était impossible. Il a entrepris de conquérir le monde avant d'être arrêté par l'ancêtre de Marth, Anri. Ressuscité par Gharnef, ses plans restent inchangés.

## Développement

### Équipe de développement
- Producteur : Gunpei Yokoi
- Directeur : Keisuke Terasaki
- Concepteur, scénariste : Shouzou Kaga
- Concepteur graphique : Toru Osawa
- Programmeur : Toru Narihiro
- Composition musicale : Yuka Tsujiyoko, Hirokazu Tanaka
- Illustrateurs : Toru Osawa, Naotaka Ohnishi, Satoshi Machida, Toshitaka Muramatsu

### Histoire du développement
Le développement de Fire Emblem commence en 1987 part de l'idée de diversifier l'activité d'Intelligent Systems, principalement connu pour créer du hardware pour la NES et le Famicom Disk System et de développer des jeux de simulation. Après Famicom Wars, l'équipe voulait pousser plus loin la mécanique de jeu en incluant des éléments liés aux RPG ce qui a conduit à la production de Fire Emblem. L'équipe de développement était de taille modeste et la plupart de ses membres travaillaient sur d'autres projets pendant le développement. La mémoire de Fire Emblem usait plus de place que ce que la Famicom pouvait supporter et l'équipe décida d'inclure certains éléments dans la portion destiné à la sauvegarde du jeu.
Le jeu est réalisé par Keisuke Terasaki et produit par Gunpei Yokoi, mais le concept initial a été créé par Shouzou Kaga, qui a joué le rôle de scénariste et de game designer. Les graphismes, le design et les illustrations ont été réalisés collectivement par Toru Osawa, Naotaka Ohnishi, Satoshi Machida et Toshitaka Muramatsu (la série n'aura pas d'illustrateur officiel avant son troisième épisode). La musique est composée par Yuka Tsujiyoko avec l'assistance sonore de Hirokazu Tanaka. Tsujiyoko était à l'époque la seule compositrice d'Intelligent Systems et restera la seule responsable de la bande-son de la franchise jusqu'à Fire Emblem: The Sacred Stones, le huitième volet, en plus d'être créditée pour la partie sonore de l'ensemble des jeux de la série jusqu'à nos jours.
Kaga soumet initialement le projet à Nintendo sous le nom de "Battle Fantasy Fire Emblem", dans un document incluant tous les éléments de base du scénario et des mécaniques de gameplay. Dans un souci d'accessibilité, le jeu se repose aussi peu que possible sur les caractéristiques chiffrées, ce qui explique pourquoi les statistiques des personnages restent numériquement basses pour les standards des jeux de rôle : elles ne peuvent en effet excéder 20, sauf les points de vie qui peuvent grimper jusqu'à 52.
Kaga souhaitait également créer un scénario où les joueurs se préoccuperaient du sort des personnages à la manière d'un jeu de rôle, là où les jeux de tactique restaient jusqu'alors assez peu concernés par l'idée de considérer les unités comme plus que de simples outils à la disposition du joueur, comme on peut le voir dans la série Nintendo Wars. Fire Emblem est ainsi censé mêler une écriture de personnage digne d'un jeu de rôle avec l'échelle d'un jeu de tactique, où le joueur va régulièrement contrôler plus de 10 personnages sur le champ de bataille au lieu de 3 ou 4. Si cette volonté n'est pas pleinement accomplie dans ce premier épisode, elle pose les bases de ce que la série connaîtra par la suite. De ce point de vue, Marth n'est le personnage principal que pour les besoins du scénario, et Kaga ne le considère pas instrinsèquement plus important que les autres combattants. Cette approche de game design intégrant histoire et gameplay dans un ensemble cohérent était ambitieuse et rare pour l'époque, ce qui n'a pas manqué de causer des problèmes d'espace mémoire : Kaga souhaitait à l'origine inclure plusieurs scénarios pour rendre l'experience de jeu moins linéaire, mais cette idée a dû être abandonnée, la seule trace qu'il en reste étant le recrutement au choix du héros Samson ou du paladin Arran durant le chapitre 16.
En ce qui concerne l'esthétique, le jeu est fortement inspiré par la mythologie gréco-romaine, ce qui peut se ressentir jusque dans l'étymologie des personnages et des lieux, à commencer par Marth lui-même dont le nom est une déformation de celui du dieu romain de la guerre, Mars. Le jeu devait à l'origine aller plus loin en ce sens et inclure un dragon aquatique du nom de Neptune et un dragon de terre du nom de Gaïa. Seul ce dernier sera conservé et deviendra Medeus dans la version finale.
Sur l'aspect graphique enfin, le jeu se voulait initialement plus ambitieux mais a dû faire un grand nombre de concessions techniques. L'équipe a dû renoncer par exemple à inclure des illustrations digitales pour les grands moments de scénario. Sans être laid, le jeu n'est pas visuellement impressionnant pour les standards de son temps et de sa console, ce que certains développeurs regretteront par la suite.

## Réception
D'après Kaga, Shadow Dragon & the Blade of Light a fait l'objet de critiques assez dures de la part de la presse japonaise spécialisée dans les premières semaines après sa sortie. Il lui était reproché ses graphismes décevants et que ses mécaniques difficiles à comprendre. À l'inverse, l'opinion du public était plus positive : dans un sondage du Family Computer Magazine, le jeu obtient le score respectable de 23,48/30.
Les ventes du jeu furent également décevantes dans les premières semaines avant que le jeu trouve petit à petit son public, aidé en partie par une chronique favorable dédiée au jeu dans le très populaire magazine Famitsu. Le site VG Chartz estime les ventes à environ 329 090 exemplaires. Finalement, le jeu fut un succès commercial suffisamment important pour lui réserver une suite qui deviendra deux ans plus tard Fire Emblem Gaiden.
En ce qui concerne la version Nintendo Switch, le jeu reçoit des critiques partagées, l'agrégateur Metacritic lui donnant une moyenne de 62/100 , estimant que le jeu peine à convaincre un public moderne. En France, jeuxvideo.com accorde au jeu un 15/20 et note que même s'il ne tient pas la comparaison face aux jeux de tactique modernes et souffre de son manque d'ergonomie inhérent à son âge, il reste impressionnant dans son contexte en rappelant qu'il a posé pratiquement toutes les bases de sa série mais a aussi largement contribué au développement d'un genre tout entier.

## Postérité

### Rééditions dématérialisées
Au Japon, le jeu a été rendu disponible à l'achat sur la console virtuelle de la Wii le 20 octobre 2009, la console virtuelle de la Nintendo 3DS le 1er août 2012 et la console virtuelle de la Wii U le 4 juin 2014. Il est également disponible sur Nintendo Switch à partir du 13 mars 2019 pour les abonnés du service Nintendo Switch Online.
Il a été pour la première fois commercialisé hors des frontières japonaises dans une version officiellement localisée en anglais téléchargeable sur le Nintendo eShop de la Nintendo Switch entre le 4 décembre 2020 et le 31 mars 2021. En plus d'une traduction, cette réédition dispose de nouvelles fonctionnalités de qualité de vie, comme la possibilité d'accélérer le jeu ou de rembobiner la partie au jusqu'au début de n'importe quel tour.

### Remakes
Une nouvelle version du jeu apparaît en 1994 sur la Super Famicom dans le jeu Fire Emblem: Mystery of the Emblem. Cette nouvelle version, connue sous le nom de "Livre 1", est raccourcie de quelques chapitres, mais le jeu comprend en parallèle un nouveau scénario qui approfondit l'univers du jeu et raconte la suite de l'histoire, le "Livre 2".
Un second remake intitulé Fire Emblem: Shadow Dragon est sorti en 2008 sur la console portable Nintendo DS. L'intégralité des chapitres du jeu original est restituée, et est ajouté un prologue racontant la fuite de Marth vers Talys ainsi que des chapitres optionnels visant à recruter de nouveaux personnages.

### Divers
L'opus Fire Emblem: Awakening se déroule dans le même univers 2000 ans après l'époque de Shadow Dragon & the Blade of Light. On y retrouve ainsi le personnage Tiki dans une version plus âgée. De nombreux personnages du jeu y sont par ailleurs recrutables par le biais des fonctionnalités Spotpass[réf. nécessaire].
De nombreux personnages du jeu ont fait une ou plusieurs apparitions dans le jeu mobile Fire Emblem Heroes, 
Marth est l'un des personnages jouables de la série  Super Smash Bros. depuis son opus Melee. La princesse Shiida, personnage secondaire du jeu, apparaît sous forme d'autocollant dans Super Smash Bros. Brawl et sous forme d'esprit dans Super Smash Bros. Ultimate, tout comme d'autres personnages. De plus, un certain nombre de musiques du jeu apparaissent dans la série.
Marth est aussi l'un des personnages auxquels il est possible de faire appel par le biais des Emblèmes dans Fire Emblem Engage. Tiki l'y rejoint en tant que DLC. Il fait également une apparition notable dans le spin-off Fire Emblem Warriors, peut-être recruté par DLC dans Fire Emblem Fates ou invoqué grâce à l'amiibo à son effigie dans Fire Emblem Echoes: Shadows of Valentia.
Bon nombre de personnages du jeu sont apparus dans le jeu de cartes dérivé Fire Emblem 0 (Cipher)[réf. nécessaire].
Le titre a par la suite été adapté en différents mangas[réf. nécessaire], ainsi qu'en dessin animé de deux épisodes[réf. nécessaire].

### Influence sur le jeu vidéo en général
En tant que pionnier du genre Tactical RPG, l'influence de Shadow Dragon & the Blade of Light se fait ressentir au-delà même de sa propre série, et aurait été une source d'inspiration au moins partielle pour des jeux comme Tactics Ogre, Final Fantasy Tactics ou Disgaea,,,, et même pour des jeux d'un genre plus éloigné comme Sakura Wars.